# Florence Djépé
Florence Djépé (* 31. Dezember 1978) ist eine ehemalige kamerunische Leichtathletin, die im Mittel- und Langstreckenlauf an den Start ging. 1996 wurde sie Afrikameisterin im 5000-Meter-Lauf. Zudem ist sie aktuell Inhaberin der Landesrekorde über 1500 und 3000 Meter.

## Sportliche Laufbahn
Erste internationale Erfahrungen sammelte Florence Djépé vermutlich im Jahr 1996, al sie bei den Afrikameisterschaften in Yaoundé in 17:59,32 min die Goldmedaille im 5000-Meter-Lauf gewann. 1999 belegte sie bei den Afrikaspielen in Johannesburg in 4:26,83 min den achten Platz über 1500 Meter und 2004 beendete sie ihre aktive sportliche Karriere im Alter von 26 Jahren.

## Persönliche Bestzeiten
- 1500 Meter: 4:13,57 min, 3. Juli 2003 in Bron (kamerunischer Rekord)
  - 1500 Meter (Halle): 4:21,78 min, 1. März 2003 in Clermont-Ferrand (kamerunischer Rekord)
- Meile: 4:39,07 min, 16. August 2002 in Nivelles (kamerunischer Rekord)
- 3000 Meter: 9:15,43 min, 25. Mai 2002 in Lissabon (kamerunischer Rekord)
- 5000 Meter: ?